# William Penn
William Penn (14. listopada 1664. – 30. srpnja 1718.) je bio engleski filozof i poduzetnik, osnivač američke države Pensylvanije. U novoosnovanoj provinciji ustanovio je demokraciju i religijske slobode. Uspostavio je dobre odnose s Delaware Indijancima. Pod njegovom upravom planiran je i osnovan grad Philadelphia. Preminuo je 1718. godine u obiteljskoj kući u Berkshire, a pokopan je pored svoje prve supruge.
Njegov daljnji potomak je glumica Meryl Streep.